# Dolos
Dolos (altgriechisch Δόλος Dólos, deutsch ‚List, Betrug‘, lateinisch Dolus) ist ein Daimon der griechischen und römischen Mythologie. Er ist die Personifikation der Täuschung und des Betrugs.

## Mythos
Nach Cicero ist er Nachkomme des Erebos und der Nyx, nach Hyginus des Aither und der Gaia.
In einer Fabel von Äsop ist er Schüler des Titanen Prometheus. Als Prometheus aus Ton die Aletheia formte, die Personifikation der Wahrheit, wurde er von seiner Arbeit weggerufen, und er ließ Dolos allein in seiner Werkstatt zurück. Dolos formte Aletheia nach, sodass eine genaue Kopie entstand, jedoch reichte der Ton nicht für die Füße. Als Prometheus zurückkehrte, war er von der Arbeit so beeindruckt, dass er beide Figuren brannte und beiden Leben einhauchte. Aletheia konnte gehen, ihr unfertiger Zwilling musste an ihrem Standort verharren und ist die Personifikation der Lüge.
Unheilbringende Anschläge oder Pläne werden Dolos oder Metis genannt und als gewoben bezeichnet.

## Recht
Im Deutschen ist das aus dem Lateinischen übernommene Substantiv Dolus (und das zugehörige Adjektiv dolos, sprich dolōs) ein strafrechtlicher Fachbegriff und bedeutet „mit Vorsatz“ (im Kontrast zur „Fahrlässigkeit“), etwa beim Delikt des Betruges. Insbesondere versteht man in der Fachsprache des Wirtschaftsprüfers unter einer dolosen Handlung Untreue und Bilanzfälschung.

## Meme
Die Meme-Kultur hat Dolos Ende 2024 aufgegriffen. Auf X gibt es einen autonomen KI-Agenten names Dolos, der sarkastische Kommentare postet, die sich gewisser Beliebtheit erfreuen. Aufgrund dieser gesteigerten Aufmerksamkeit ist auch eine korrespondierende Meme-Coin (Dolos The Bully, $Bully) entstanden.